# Commodore (Royal Navy)
Pour les articles homonymes, voir Commodore.
Le grade de commodore est un grade d'officier de la Royal Navy, la marine militaire du Royaume-Uni. Selon les équivalences de l'OTAN, c'est un officier OF-6. Il a son équivalent avec le brigadier de la British Army ou l’air commodore de la Royal Air Force.

## Historique
La nomination au grade de commodore est apparue en Grande-Bretagne au milieu du XVIIe siècle. Le grade fut utilisé pour la première fois sous le règne de Guillaume III. Il y avait alors un besoin d'officiers capables de commander une petite escadre de navires mais il ne paraissait pas souhaitable de créer de nouveaux amiraux.  On créa donc un nouveau titre désignant un capitaine de vaisseau chargé du commandement d'une escadre, sans que ce soit formellement un grade, car l'officier ainsi nommé conservait son grade de « capitaine de vaisseau ». En 1748, il fut décidé que les capitaines servant en tant que commodores auraient un rang équivalent à celui de général de brigade dans l'armée.
Un commodore pouvait par ailleurs être ramené à son seul grade de capitaine de vaisseau à la fin de sa mission. En sens inverse, un capitaine de vaisseau pouvait être promu directement contre-amiral sans avoir auparavant exercé la fonction de commodore.
Le titre de commodore de la Royal Navy fut finalement éclaté en deux : 
- les commodores de premier rang avaient sous eux un capitaine chargé de commander le navire qui les portait, et se voyaient allouer 1/8e de tout l'argent de prise gagné par les navires sous leur commandement ;
- les commodores de second rang commandaient à la fois le navire qui les portait et l'escadre dont ils avaient la responsabilité.

En 1783, les commodores de premier rang furent autorisés à porter l'uniforme de contre-amiral : cette distinction continua à s'appliquer, avec quelques variantes, jusqu'à l'unification du grade en 1958.
Au XXe siècle, les commodores n'étaient plus toujours uniquement chargés du commandement d'unités navales ; ainsi par exemple, les casernes de la Marine, dans les trois grandes bases de Devonport, Portsmouth et Chatham furent toutes commandées par des commodores.
Durant la seconde guerre mondiale, le titre de commodore (indépendamment du grade d'un commandant de petite escadre) était porté par le responsable civil d'un convoi (très souvent un officier supérieur de marine ou amiral en retraite), il avait notamment en charge l'organisation du convoi, la tenue de celui-ci à la mer, les procédures de sauvetage des bâtiments touchés, la récupération des naufragés et la liaison avec l'escorte de la Royal Navy, il avait autorité sur les commandants des bâtiments de la marine marchande composant le convoi.
Par extension, étant responsables d'une flotte de loisirs, certains dirigeants de clubs de voile portent parfois la dénomination de courtoisie de « commodore ».